# Opatovice nad Labem-Pohřebačka
Opatovice nad Labem-Pohřebačka – stacja kolejowa w Opatovicach nad Labem, w kraju pardubickim, w Czechach. Znajduje się na wysokości 230 m n.p.m.
Na stacji nie ma możliwości zakupu biletów, a obsługa podróżnych odbywa się w pociągu.

## Linie kolejowe
- 031 Pardubice - Hradec Králové - Jaroměř